# Phyllodium
Phyllodium Desv. è un genere di piante della famiglia delle Fabacee (o Leguminose).

## Tassonomia
Comprende le seguenti specie:
- Phyllodium elegans (Lour.) Desv.
- Phyllodium hackeri Pedley
- Phyllodium insigne Schindl.
- Phyllodium kurzianum (Kuntze) H.Ohashi
- Phyllodium longipes (Craib) Schindl.
- Phyllodium pulchellum (L.) Desv.
- Phyllodium vestitum Benth.